# Heavenly Ecstasy
Heavenly Ecstasy är det femte studioalbumet till det norska progressiv metal-bandet Pagan's Mind, utgivet 2011 av skivbolaget  Steamhammer. Albumet kommer också i en digipack-version och som en dubbel-LP i orangefärgad vinyl, båda med två bonusspår.

## Låtförteckning
1. "Contact" (instrumental) – 0:48
2. "Eyes of Fire" – 5:48
3. "Intermission" – 5:41
4. "Into the Aftermath" – 5:18
5. "Walk Away in Silence" – 5:08
6. "Revelation to the End" – 8:32
7. "Follow Your Way" – 5:18
8. "Live Your Life Like a Dream" – 5:55
9. "The Master's Voice" – 5:16
10. "Never Walk Alone" – 6:09
11. "When Angels Unite" – 2:03

Bonusspår
1. "Create Your Destiny" – 5:49
2. "Power of Mindscape" – 4:16

- Text och musik: Pagan's Mind

## Medverkande
Musiker (Pagan's Mind-medlemmar)
- Nils K. Rue (Nils Kvåle Rue) – sång
- Jørn Viggo Lofstad – gitarr
- Steinar Krokmo – basgitarr
- Ronny Tegner – keyboard
- Stian Kristoffersen – trummor

Bidragande musiker
- Espen Mjøen – bakgrundssång
- Ole Aleksander Wagenius – bakgrundssång
- Nickolas Main Henriksen – keyboard

Produktion
- Nils K. Rue – producent
- Frode Johnsrud – producent
- Stian Kristoffersen – producent
- Jørn Viggo Lofstad – producent
- Espen Mjøen – ljudtekniker, ljudmix, redigering
- Stefan Glaumann – ljudmix
- Morten Lund – mastering
- Felipe Machado Franco – omslagsdesign, omslagskonst